# Afisning
Afisning (på engelsk de-icing eller deicing, anti-icing, deicing) er processen med at fjerne, is eller frost fra en overflade.
Afisning kan udføres ved mekaniske metoder (afskrabning, skub); gennem anvendelse af varme; ved brug af tørre eller flydende kemikalier designet til at sænke frysepunktet for vand (forskellige salte eller saltlage, alkoholer, glykoler ); eller ved en kombination af disse forskellige teknikker.

## Anvendelse

### Veje
Afisning af veje bliver ofte udført med salt, spredt med sneplove eller dumpere designet til at sprede det, ofte blandet med sand el. andet, på glatte veje.
Nye kunstige kemiske produkter er i en årrække blevet anvendt som erstatning for salt især i visse bymiljøer for at skåne vejtræer og hindre korrosion af metaller.  Flere af disse produkter udleder små mængder gasser der kan provokere luftvejene i mennesker og dyr, og let hudirritation ved berøring.  Gasserne påvirker tilsyneladende kun en meget lille del af befolkningen, men kan forårsage alvorlig irritation af luftvejene i mennesker med følsomme luftveje, især spædbørn.  Problemerne optræder over flere dage efter spredning især hvis produkterne anvendes uden forekomst af regn, is eller sne således at produkterne ikke skylles væk til kloaksystemet. (Videnskabelige studier af luftvejsproblemer specifikt for mennesker med følsomme luftveje mangler. Generelt har videnskabelige studier fokuseret på miljø/beplantning og ikke luftvejsproblemer).

### Luftfart
På jorden, når der er frostforhold og nedbør, udføres afisning af et fly almindeligvis. Frosne forurenende stoffer forstyrrer flyets aerodynamiske egenskaber. Ydermere kan løsnet is beskadige motorerne.